# Масово измиране
Масово измиране представлява рязко намаление на броя на видовете за относително кратък период от време. То засяга по-голямата част от основните таксономични групи, представени по съответното време - прости форми на живот, безгръбначни, риби, земноводни, влечуги, птици, бозайници. Причини за масово измиране могат да бъдат:
- измиране на необичайно голям брой видове за кратък период от време;
- рязко намаление на темпа на видообразуване. [1]

Над 99% от видовете, които някога са съществували, днес са изчезнали. Измирането им обаче е ставало с неравномерен темп. Въз основа на фосилни данни основният темп на измиране на видове, съществували на Земята, се определя на около 2 до 5 таксономични семейства на всеки един милион години.  Морските фосили биват по-често използвани за измерване на темпа на измиране, защото са по-изобилни и обхващат по-широк отрязък от време в сравнение с фосилите на сухоземните организми.
От началото на съществуване на живота на Земята няколко големи масови измирания чувствително надвишават по размер средния темп на измиране. Най-скорошно е масовото измиране креда - терциер, случило се преди 65 милиона години и е най-познатото, защото при него са изчезнали динозаврите. През последните 550 милиона години е имало 5 големи масови измирания, при което измират общо над 50% от животинските видове. Вероятно е имало масови измирания и през Архайския и Протерозойския еон. Преди фанерозоя обаче не са съществували живи същества с твърди тела, които да оставят съществени фосилни данни.
Общият брой на по-големите масови измирания през последните 540 милиона години се оценява на най-малко пет и най-много двадесет. Разликите се дължат на приетия праг за определяне на едно измиране като „масово“, както и на данните, избрани за измерване на биоразнообразието в миналото.

## Основни масови измирания
Основните масови измирания са общо 5 на брой. Те са предложени през 1982 г. и са широко приети днес в научните среди като едни от най-значимите. Те са се случили в края на съответните геоложки периоди:
- Масово измиране ордовик – силур
- Масово измиране девон
- Масово измиране перм – триас
- Масово измиране триас – юра
- Масово измиране креда – терциер.

Последното масово измиране е холоценското, което продължава и в наши дни.

## Значение за еволюцията
Масовите измирания понякога водят до ускоряване на еволюцията на живота на Земята. Доминирането на една група организми в определена екологична ниша над друга, в редки случаи е следствие на това, че новата доминираща група е „по-висша“ от старата. Обикновено смяната на ролите се дължи на масово измиране, при което се елиминира старата група и се освобождава пътят за разцвета на новата. 
Така например представители на Mammaliaformes са съществували по време на господството на динозаврите, но не са били в състояние да се конкурират за големите сухоземни ниши на гръбначните, които са били монополизирани от динозаврите. Масовото измиране в края на креда води до отстраняването на нелетящите динозаври и прави възможно заемането на освободените ниши от бозайниците.
От друга страна много групи организми, които успяват да оцелеят след масови измирания, никога повече не се възстановяват по разнообразие или по брой, и измират бавно до окончателно изчезване. Често пъти ги наричат „групата на живите мъртъвци“. В тази връзка анализът към даден момент на това „какво е измряло и какво е оцеляло“ не дава изчерпателни резултати сам по себе си за обхвата на едно масово измиране.